# جريدة فلسطين
جريدة فلسطين كانت جريدة فلسطينية تصدر باللغة العربية. تأسست في 1911 في يافا، وبدأت كمجلة أسبوعية، وتطورت لتصبح واحدة من أكثر الصحف اليومية تأثيراً في فلسطين العثمانية والانتدابية.
تأسست الجريدة على يد عيسى العيسى، الذي انضم إليه ابن عمه يوسف العيسى. وكلاهما من المسيحيين العرب، ومعارضان للصهيونية والإدارة البريطانية. ركزت الجريدة في البداية على النضال العربي ضد هيمنة رجال الدين اليونانيين على الكنيسة الأرثوذكسية في القدس، ضمن الحركة العربية الأرثوذكسية، والتي قادها مؤسسو الجريدة. وكانت الجريدة أيضاً من أشد المنتقدين الدائمين للصهيونية في البلاد، حيث استنكرتها باعتبارها تهديداً للسكان العرب في فلسطين. وقد ساعدت الجريدة، التي خاطبت قراءها بالفلسطينيين منذ بدايتها، في تشكيل الهوية الفلسطينية، وأغلقتها السلطات العثمانية والبريطانية عدة مرات، وكان ذلك في معظم الأحيان بسبب شكاوى قدمها الصهاينة.
وقد قُدِّر توزيعها باعتبارها أبرز جريدة في فلسطين، بنحو 3000 نسخة في 1929 (العام الذي أصبحت فيه صحيفة يومية). وعلى الرغم من أن الرقم متواضع، فإنه كان تقريباً ضعف الرقم الخاص بأقرب منافس لها. ومع ذلك، فقد تعرضت مكانة الجريدة للطعن في 1934 من قبل جريدة الدفاع التي كان مقرها في يافا، والتي سرعان ما تجاوزتها في التداول. وشهدت كلتا الصحيفتين تحسينات مطردة، وكان التنافس بينهما علامة مميزة على الحياة العامة الفلسطينية حتى 1948.
أُجبرت جريدة فلسطين على مغادرة يافا خلال الحرب العربية الإسرائيلية في 1948، وانتقلت إلى القدس الشرقية في الضفة الغربية التي أصبحت بعد ذلك تحت السيطرة الأردنية. واستمرت الجريدة في الصدور حتى 1967. عندما دُمجت مع المنار لإصدار جريدة الدستور الأردنية.

## تاريخها

### خلفية تاريخية

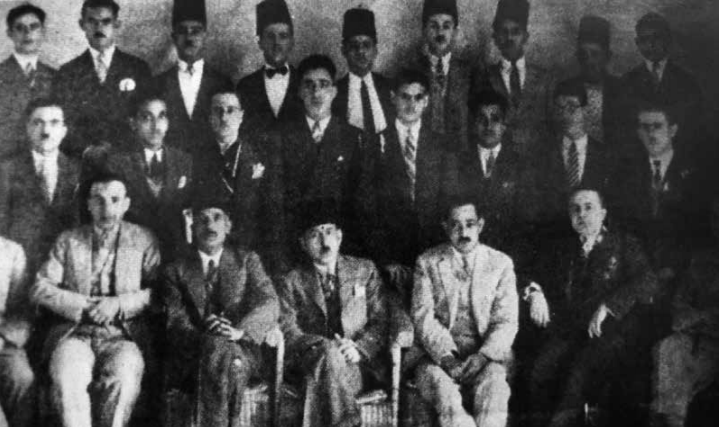
محررو وصحفيو جريدة فلسطين، 1913. المؤسسان عيسى ويوسف يجلسان في الصف الأول.

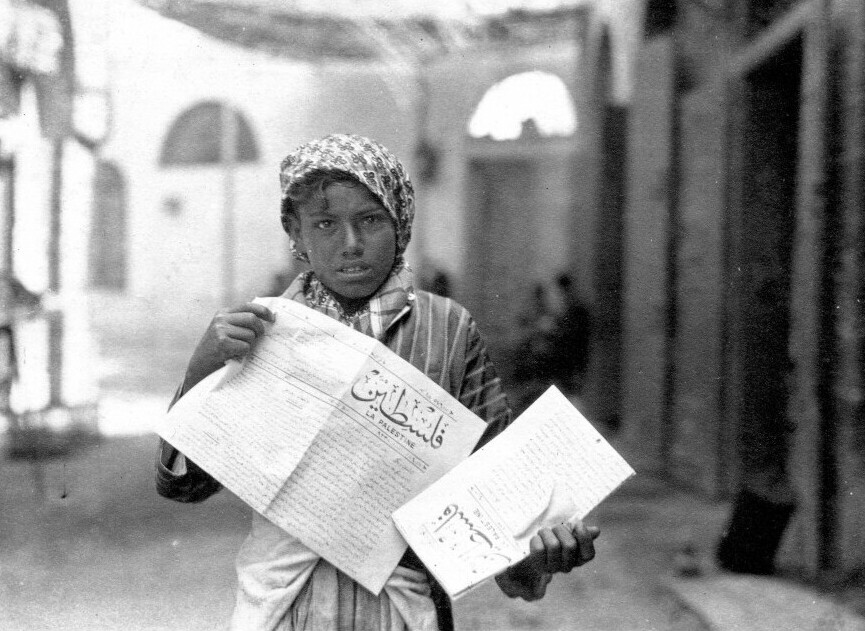
بائعة متجولة تبيع جريدة فلسطين في يافا في 1921.

تأسست الجريدة في 14 يناير 1911 على يد عيسى العيسى ويوسف العيسى، وهما أبناء عمومة مسيحيين عربيين فلسطينيين من مدينة يافا الساحلية في فلسطين. وكانت من بين عدد قليل من الصحف التي ظهرت في المنطقة عقب ثورة تركيا الفتاة في 1908 في الدولة العثمانية والتي رفعت الرقابة على الصحافة.
عمل عيسى العيسى، خريج الجامعة الأمريكية في بيروت، في عدة أماكن قبل تأسيس فلسطين. وهو ينحدر من عائلة فلسطينية معروفة بـ«الفكر والسياسة والأدب». كانت الأسرة مستقلة مالياً عن جمعية بطريرك القدس الخيرية حيث استثمرت تاريخياً في تجارة زيت الزيتون والصابون. بينما كان حنا العيسى، ابن عم عيسى، رئيس تحرير مجلة الأصمعي قصيرة الأجل والتي صدرت لأول مرة في القدس في 1 سبتمبر 1908. ولا يُعرف الكثير عن يوسف شقيق حنا، الذي كان رئيس تحرير جريدة فلسطين بين 1911 و1914. وقد نُفي كل من عيسى ويوسف إلى الأناضول خلال الحرب العالمية الأولى. أصبح عيسى رئيساً للديوان الملكي للملك فيصل بعد تأسيس المملكة العربية السورية في 1920. وبعد هزيمة المملكة على يد القوات الفرنسية في العام نفسه، عاد عيسى إلى يافا حيث سُمح له بإعادة إصدار جريدة فلسطين في 1921. وتولى نجله رجا العيسى إدارة الجريدة بعد 1938.
صدر العدد الأول من صحيفة فلسطين في 14 كانون الثاني عام 1911، وتوقفت عن الصدور يوم 9 كانون الثاني عام 1914. واستمرت في الظهور لأشهر قليلة بعد اندلاع الحرب العالمية الأولى، وتوقف خلالها المقال الافتتاحي عن الظهور، وكانت تكتفي بنقل أخبار من وكالات الأنباء. وكان العدد الأخير الذي ظهر أثناء الحرب، يحمل رقم 365 وتاريخ 12 تشرين الثاني 1914. طالبت صحيفة فلسطين عند اندلاع الحرب العالمية الأولى، أن تقف تركيا على الحياد، فأوقفت الجريدة ونفي صاحبها إلى الأناضول. وكان مدير الجريدة في هذه الفترة هو عيسى العيسى وأشرف يوسف العيسى على رئاسة تحريرها، وقد شغل هذا المنصب منذ تأسيس الصحيفة وحتى توقفها في الحرب العالمية الأولى. كانت صحيفة فلسطين في هذه الفترة تتكون من أربع صفحات، وتظهر مرتين في الاسبوع. وكانت قيمة الاشتراك في يافا عشرة فرنكات، وفي باقي المناطق ثلاثة ريالات مجيدية. وكانت تدون التاريخ الميلادي الشرقي والغربي والتاريخ الهجري، وتشتمل على مواضيع متنوعة. كانت الصفحة الأولى تشتمل افتتاحية سياسية أو إصلاحية بقلم يوسف العيسى، إضافة إلى أخبار الحكومة العثمانية. فقد درجت صحيفة فلسطين على نشر برقيات وكالة الأنباء العثمانية «أجانس عسمانلي»، واستعراض السياسة الخارجية والداخلية التركية، وكانت افتتاحية يوسف العيسى، تمثل باباً منتظماً في هذه الصفحة، وتمتد على عمودين أو أكثر، وتكتب بأسلوب شعبي سهل وسلس. وكانت الصفحة الثانية تحتوي على الأخبار المحلية وأخبار شتى، وشؤون أرثوذكسية، والتلغرافات الخصوصية التي كانت تحمل الأخبار للجريدة. وكانت الجريدة تنشر في كل عدد من أعدادها رسالة القدس، ورسائل من المدن الفلسطينية الأخرى بصورة دورية. واحتوت الصفحة الثالثة على أخبار محلية وثقافية، وموضوعات تشغل الرأي العام. أما الصفحة الرابعة والأخيرة، فكانت تحتوي على أقوال الصحف والإعلانات. كما نشرت الجريدة في هذه الصفحة وغيرها من الصفحات، مقتطفات من صحف البلدان المجاورة.
وقد درجت الجرائد العربية في العهد العثماني على أن تنشر شروط الاشتراك واسم المحرر وعنوان الإدارة، وغيرها من المعلومات باللغة الفرنسية. فقد كانت تلك اللغة منتشرة في تلك الفترة في بلدان الشرق الأوسط. وقد اختفت الفرنسية بعد الاحتلال البريطاني، وكانت جريدة فلسطين هي الوحيدة التي استمرت لعدة سنوات في طبع اسم الصفحة " La Palestine" بالفرنسية تحت الاسم العربي.

### الحركة العربية الأرثوذكسية
| ”                                                      | إن كان من حق فلسطين أن تقول إنها وقعت تحت انتدابين: انتداب بريطاني وآخر صهيوني، فمن حق الطائفة الأرثوذكسية أن تقول إنها وقعت تحت ثلاثة: انتداب بريطاني، وانتداب صهيوني، وانتداب يوناني ثالث في نفس الوقت. وقد اجتمعت هذه الانتدابات الثلاثة لمساعدة بعضها البعض في حرمان العرب الفلسطينيين من حقوقهم. | “ |
| —عيسى العيسى، مؤسس ورئيس تحرير الجريدة في أكتوبر 1931. | |   |

ركزت الجريدة في البداية على النهضة الأرثوذكسية، وهي حركة تهدف إلى إضعاف الهيمنة الدينية اليونانية على بطريرك الروم الأرثوذكس في القدس، بحيث يمكن استخدام مواردها المالية الهائلة لتحسين التعليم للمسيحيين العرب في فلسطين. وشملت المواضيع الأخرى التي تناولتها الصحيفة التحديث والإصلاحات وتحسين رفاهية الفلاحين. ومثلت الصهيونية أيضاً قضية مركزية للمحررين، لا سيما أنها ترتكز على «اهتمامهم بمصير الفلاحين».
وبحسب عالم الاجتماع الفلسطيني سليم تماري، فإن جريدة القدس التي ظهرت في 1908 أصبحت «أداة في يد البطريركية ضد القوميين»، وبسبب نجاحها إلى حد كبير «تأسست جريدة فلسطين في يافا في 1911 للتعبير عن مطالب المثقفين الأرثوذكس المعارضين». وتضمنت أهدافهم: توسيع دور رجال الدين العرب في إدارة الكنيسة وإشراك العلمانيين العرب في إدارة أوقاف الكنيسة وتطوير الكليات والمدارس الأرثوذكسية.

### معاداة الصهيونية
تحولت صحيفة فلسطين «من نشر قلة من المقالات لا غير عن الصهيونية كل شهر في عامها الأول» إلى «نشر مقال أو أكثر في كل عدد حول هذا الموضوع سريعاً»، وفي النهاية «صبحت الصحيفة تعتمد عليها الصحف في جميع أنحاء المنطقة للحصول على أخبار الاستعمار الصهيوني في فلسطين». وقد خاطبت الصحيفة قراءها بالفلسطينيين منذ تأسيسها في 1911 خلال الفترة العثمانية.
- رسالة مفتوحة من عيسى العيسى إلى هربرت صموئيل في 1922
- طبعة 18 يونيو 1936 تظهر الصهيونية على أنها تمساح تحت حماية ضابط بريطاني يقول للعرب الفلسطينيين: «لا تخافوا!!! سأبتلعكم بسلام... ».[16]

### النطاق الجغرافي
ركز نطاق اهتمام الجريدة الجغرافي على متصرفية القدس، وفي المقام الأول الأخبار في يافا والقدس، ولكن أيضاً بشكل أقل في الخليل وأريحا وغزة. وتوسع نطاق الاهتمام فيما بعد 1913 ليشمل فلسطين كلها. وأرسل المحررون نسخة من كل عدد إلى كل قرية في منطقة يافا.

## إيقافها
عُلق عمل جريدة فلسطين عندما كانت تعمل تحت رقابة الدولة العثمانية والانتداب البريطاني، لأكثر من 20 مرة. حيث أوقفت السلطات العثمانية نشر الجريدة في 1914، مرة بسبب انتقاد المتصرفية (نوفمبر 1913)، ومرة أخرى بسبب ما لخصته السلطات البريطانية بأنه «تهديد صارخ ومبهم فعندما تتفتح أعين الأمة على الخطر الذي تنجرف نحوه فإنها سترتفع كالطوفان الهادر والنار الآكلة وستلوح كارثة [في الأفق] على الصهاينة.»
أصدرت فلسطين إيضاحاً بعد إيقافها الأول في 1914، رداً على الاتهامات الحكومية بأنها «تزرع الفتنة بين عناصر الدولة [العثمانية]»، وجاء فيه أن «الصهيوني» ليس مثل «اليهودي» ووصفت الأول بأنه «حزب سياسي هدفه إعادة فلسطين لأمته وتجميعهم فيها، وإبقائها لهم حصرياً.» وقد حظيت الجريدة بتأييد وجهاء المسلمين والمسيحيين، وألغى أحد القضاة الإيقاف عن الجريدة على أساس حرية الصحافة.
وكتب عيسى العيسى، بعد السماح بإعادة نشر الجريدة، في افتتاحيته «لا يزال الصهاينة ينظرون إلى هذه الجريدة بعين الريبة ويعتبرونها أكبر حجر عثرة يعيق أهدافهم ويطلع الناس على تطلعاتهم وما يناقش في مؤتمراتهم وما يعلنه قادتهم وتنشره صحفهم ومجلاتهم.» وروى عنه أنه قال وهو يدافع عن نفسه أمام المحكمة العثمانية «عندما قلنا [الصهاينة] كنا نشير إلى التنظيم السياسي الذي يقع مقره الرئيسي في أوروبا والذي يهدف إلى استعمار فلسطين واغتصاب أراضيها وتحويلها إلى وطن لليهود». وشدد على موقفه الإيجابي تجاه اليهود الذين أسماهم «الإخوة». وأيدت المحكمة حجج عيسى ويوسف، بعد أن شهد الأخير لصالح ابن عمه عيسى. وذكرت جريدة الكرمل أن الحشود المنتظرة داخل وخارج قاعة المحكمة اندلعت بالتصفيق بعد النطق بالحكم، «وكست علامات الغضب وجوه الصهاينة كما ظهرت علامات الفرح على وجوه الأهالي»". وذكرت القنصلية الفرنسية أن حشوداً مبتهجة حملت المحررين على أكتافهم بعد انتهاء المحاكمة.

## تغطية الأخبار الرياضية
يمثل تأسيس جريدة فلسطين في 1911 حجر الزاوية في الصحافة الرياضية في فلسطين العثمانية. وليس من قبيل المصادفة أن الجريدة الأكثر نشاطاً تنشر أيضاً أخباراً عن الأحداث الرياضية. وغطت الجريدة الأخبار الرياضية في فلسطين العثمانية مما ساعد في تشكيل وعي المواطن الفلسطيني المعاصر، وربط القرى والمدن معاً، وبناء وتعميق القومية والهوية الوطنية الفلسطينية والحفاظ عليها.

## تأثيرها
وصفه أحد الباحثين يوسف العيسى، رئيس تحرير الجريدة في بداياتها، بأنه «مؤسس الصحافة الحديثة في فلسطين». وعلقت جريدة المقطم، وهي إحدى الجرائد اليومية الأكثر قراءة في مصر، في مقال افتتاحي عندما كان يوسف رئيساً للتحرير (1911-1914):
كما كان لجريدة فلسطين تأثير أثناء إضراب 1936. وفي 1936، ولعبت إلى جانب جريدة الدفاع، دوراً هاماً من خلال تشجيع القراء على الانضمام إلى الإضراب العام الذي حدث في 1936 واستمر لمدة ستة أشهر والذي منحته منحته وصف «أعجوبة العالم الثامنة».

## المراسلات مع ألبرت أينشتاين

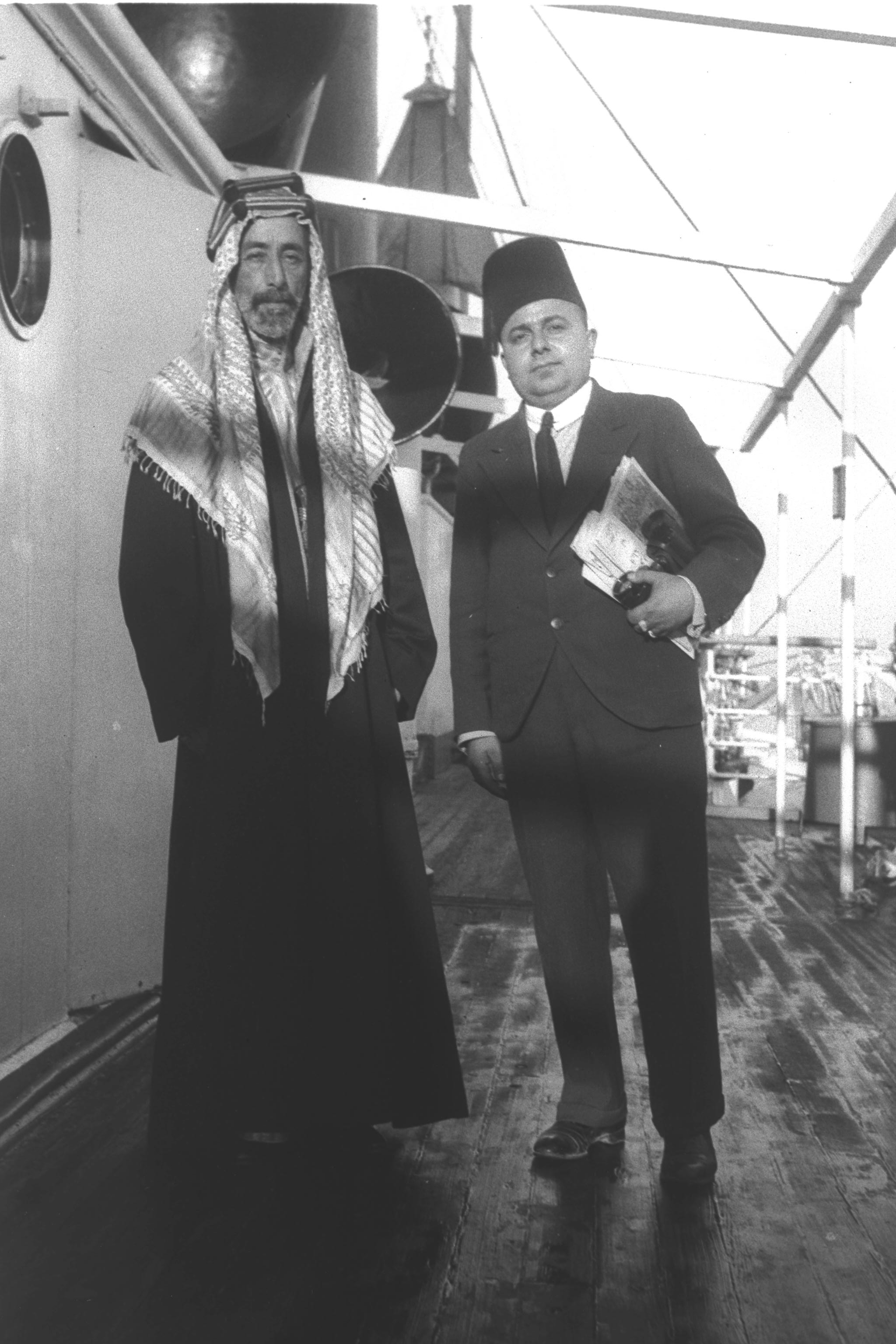
داود العيسى مع الشريف علي، ملك الحجاز السابق، في ميناء يافا، 7 نوفمبر 1933.

نشرت النسخة الإنجليزية من جريدة فلسطين مقالاً في 19 أكتوبر 1929، بعنوان «النسبية والدعاية»، والذي لفت انتباه ألبرت أينشتاين، الذي انخرط في سلسلة من المراسلات مع الجريدة. حثت رسالته الأولى، المكتوبة باللغة الألمانية والتي يرجع تاريخها إلى 28 يناير 1930، على التعاون بين العرب واليهود. ورد عليه رئيس تحرير الجريدة أنه «يبرهن كثيراً على سذاجتنا عندما يطلب منا أن نأخذ مثله الأعلى كونه مثال الصهيوني في فلسطين. فبينما نؤمن بنواياه السلمية ومثله الجميل، لا يمكننا الحكم على الصهيوني كما يحكم الدكتور أينشتاين». رد أينشتاين باقتراح في رسالته المؤرخة في 15 مارس 1930، بتشكيل لجنة من ثمانية عرب ويهود - قاضي وطبيب ونقابي ورجل دين من كلا الجانبين - تجتمع أسبوعياً لحل الخلافات بين العرب واليهود.

## مئوية فلسطين
«مئوية فلسطين» هو مؤتمر عُقد في عمان، بالأردن، في 2011. وقد درس أربعة وعشرون باحثاً وأكاديمياً محلياً وإقليمياً ودولياً مساهمة فلسطين في الشرق الأوسط خلال القرن العشرين، في المؤتمر الذي استمر يومين، والذي نظمه مركز أبحاث الشرق الأوسط بجامعة كولومبيا. وسلط المؤتمر الضوء على الارتباط الثقافي الأردني بفلسطين من خلال مقالات متنوعة تناولت المدن والأخبار الأردنية. وبما أن مؤسس الجريدة عيسى العيسى كان من المقربين وصديق للأسرة الهاشمية، فقد غطت الجريدة أخبار الهاشميين من الشريف الحسين إلى أبنائه الملك فيصل الأول والملك عبد الله الأول وحفيده الملك طلال. وهكذا تناولت الجريدة علاقات الملك عبد الله مع شعب فلسطين، ووثقت كل رحلة قام بها إلى بلدة فلسطينية وكل موقف اتخذه في دعمه ضد الصهيونية. حتى أن مراسلي الجريدة في الأردن أجروا مقابلة مع الملك في قصر رغدان.
وذكر ذلك أحد المشاركين في المؤتمر:
«يميل الكثير من الناس إلى اعتبارها مجرد جريدة، لكنها في الحقيقة بمثابة مصدر للمعلومات والوثائق المتعلقة بتاريخ العالم العربي.»

## معرض الصور

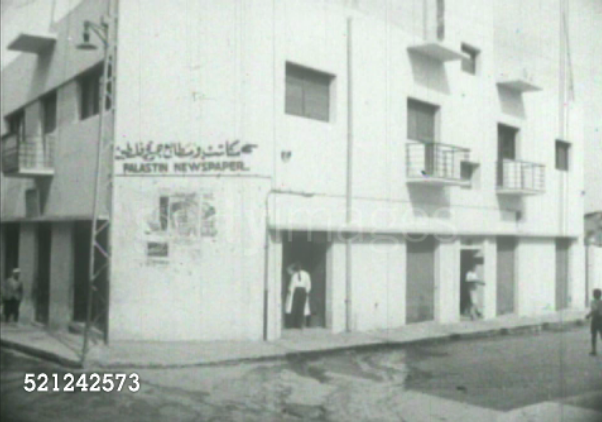
مكتب الجريدة في حي العجمي، يافا.
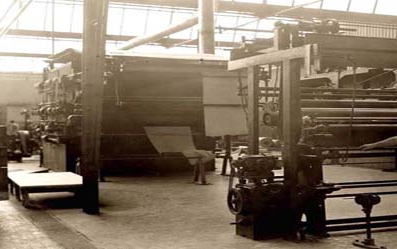
مطابع الجريدة في القدس خلال الخمسينيات.